# La Valldan (Berga)
 (septembre 2023).
La Valldan ou Sant Bartomeu de la Valldan est aujourd'hui une ancienne commune de Catalogne intégrée à la commune de Berga en 1970.

## Présentation
La Valldan a conservé sa personnalité et ses traditions, comme les Caramelles (ca), la Pubilla (ca), la fête principale et l'arrivée des Rois d'Orient. Le sanctuaire de la Vierge de Queralt, l'église de Sant Bartomeu de la Valldan et la zone industrielle de Valldan font partie de son territoire. En 2013, elle comptait 802 habitants.

### Biographie
- (ca) Roser Vila i Colel, « Ara fa 100 anys, a la Valldan », L'Erol, no 98,‎ 1998, p. 43-45 (lire en ligne, consulté le 26 septembre 2023).